# جرج‌تاون (فیلم)
جرج‌تاون (به انگلیسی: Georgetown) فیلمی محصول سال ۲۰۱۹ و به کارگردانی کریستف والتس است. در این فیلم بازیگرانی همچون کریستف والتس، ونسا ردگریو، کوری هاکینز، آنت بنینگ و ران لی ایفای نقش کرده‌اند.